# Jüdischer Friedhof (Salzwedel)

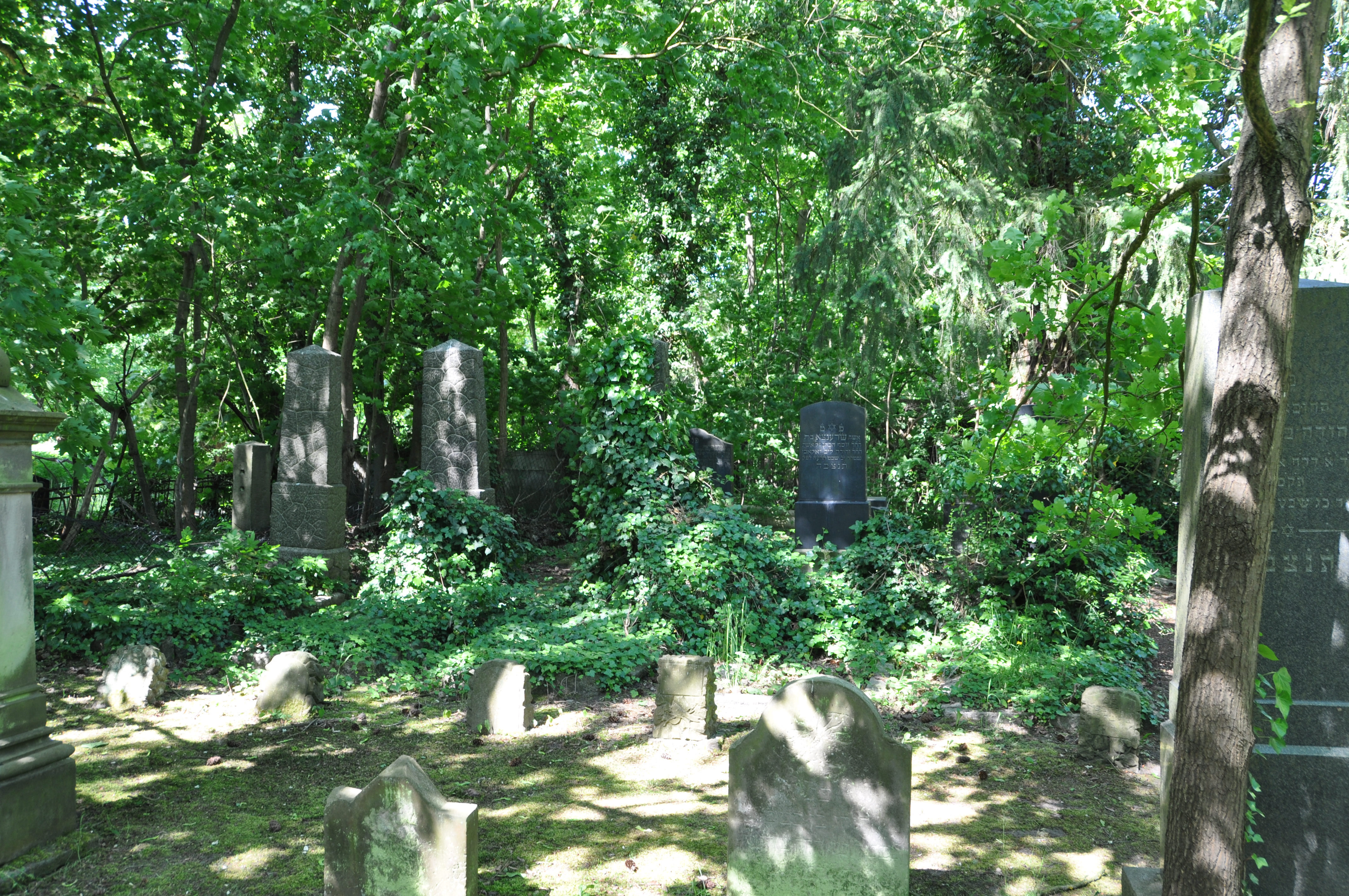

Der Jüdische Friedhof Salzwedel ist ein Friedhof in der Hansestadt Salzwedel im Altmarkkreis Salzwedel in Sachsen-Anhalt. Er ist ein geschütztes Kulturdenkmal.
Auf dem 640 m² großen jüdischen Friedhof sind etwa 20 Grabsteine erhalten.

## Geschichte
Angelegt wurde der Friedhof um das Jahr 1850. Belegt wurde er bis in die 1930er Jahre. Nach 1945 wurde er wieder hergerichtet und wird seitdem gepflegt.